# Serra Lombarda
Serra Lombarda är ett högland i Brasilien.   Det ligger i delstaten Amapá, i den norra delen av landet, 2 100 km norr om huvudstaden Brasília.
I omgivningarna runt Serra Lombarda växer i huvudsak städsegrön lövskog. Trakten runt Serra Lombarda är nära nog obefolkad, med mindre än två invånare per kvadratkilometer.